# ブロッコリー (テレビドラマ)
ブロッコリーはフジテレビ系列で2007年1月20日15:00-15:56に放送されたフジテレビヤングシナリオ大賞テレビドラマ。

## 概要
ブロッコリーが嫌いな主人公・山下いなほが、ファーストキスをするべく、恋愛をしてゆくドラマ。いなほは元同級生でバスケットボールの選手である市川啓太、サーファーである鈴木広人、この二人が気になりはじめる。啓太には彼女が出来、そして広人に半ば強引にキスをされ、失望してしまう。そんなある日、啓太がバスケの試合中にケガをしたと母親から聞かされ、彼の元へと向かう。

## キャスト
- 山下いなほ：藤井美菜
- 市川啓太：石田卓也
- 新藤和美：仲里依紗
- 鈴木広人：高良健吾
- 橘香織：満島ひかり
- 近藤真弓：芦名星
- 鎌切千夏：上野なつひ
- 山下大地：池田晃信
- 啓太の母：兎本有紀
- 山下昌枝：手塚理美

## スタッフ
- 脚本：根津理香
- プロデュース：中野利幸
- 演出：松山博昭